# رفيدي الأسمري
رفيدي علي الأسمري هو لاعب كرة قدم سعودي في نادي رياض سيتي.

## مسيرة اللاعب
لعب في نادي الهلال في الفئات السنية و نادي البجادية ونادي قرية العليا ونادي البطين ونادي رياض سيتي.